# Orpin à feuilles courtes
Sedum brevifolium
Espèce
L’Orpin à feuilles courtes (Sedum brevifolium) est une espèce de plantes vivaces de la famille des Crassulacées.